# Franz Reitz
Franz Reitz (Wiesbaden, 28 de enero de 1929 - Wiesbaden, 10 de junio de 2011) fue un ciclista alemán. Ganó el Campeonato de Alemania en 1957.